# Каменка (Козельский район)
Каменка — деревня в Козельском районе Калужской области. Является административным центром сельского поселения «Деревня Каменка».
Расположена примерно в 14 км к северо-востоку от города Козельск.

## Население
| 2002 | 2010 |
| ---- | ---- |
| 558  | ↗705 |

### Известные жители
- Сонин, Георгий Иванович (1903—1987) — организатор колхозного производства, Герой Социалистического Труда, здесь жил и работал председателем колхоза имени Кирова с 1954 года по 1961 год.